# Brown University

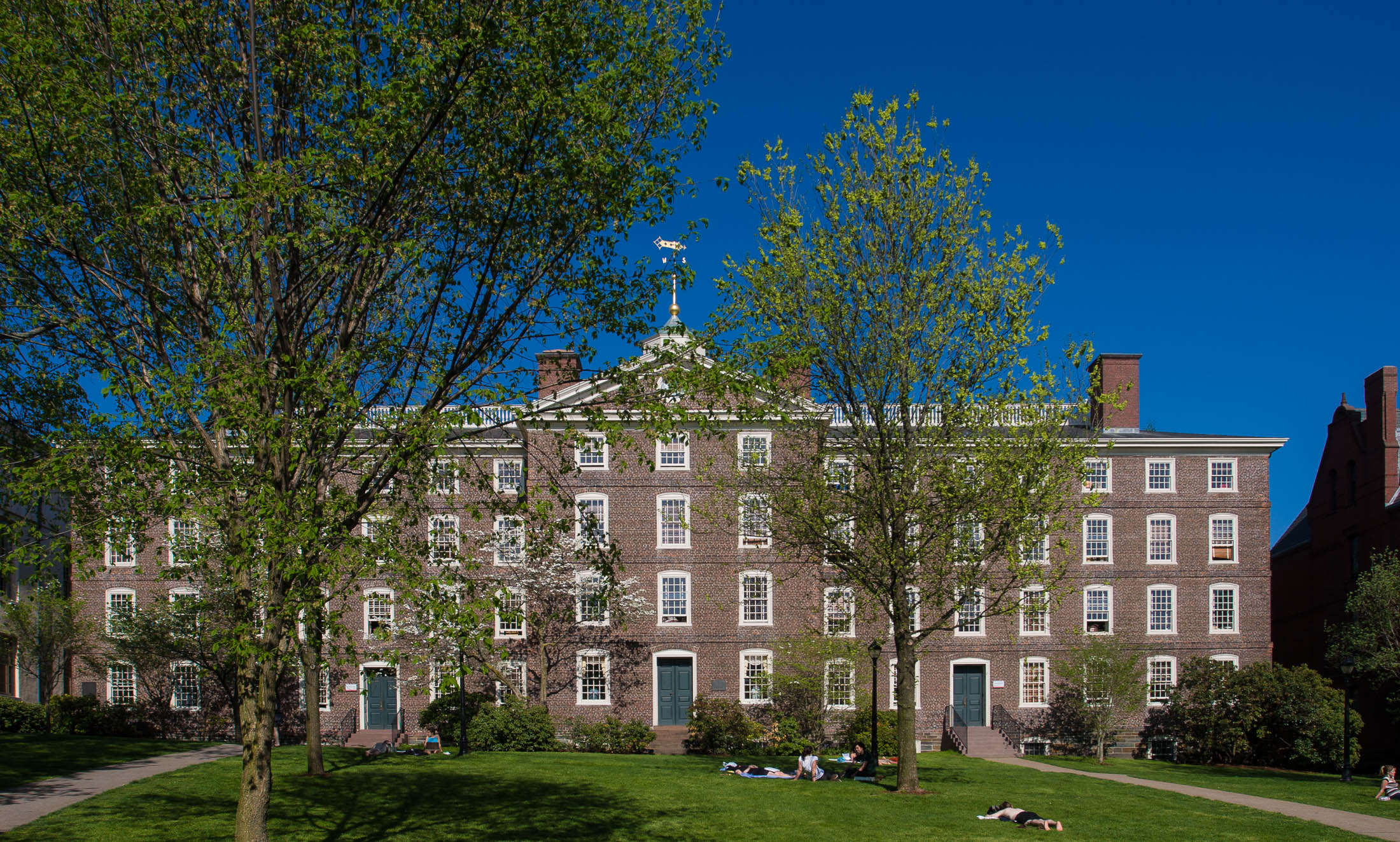
Brown University - University Hall.

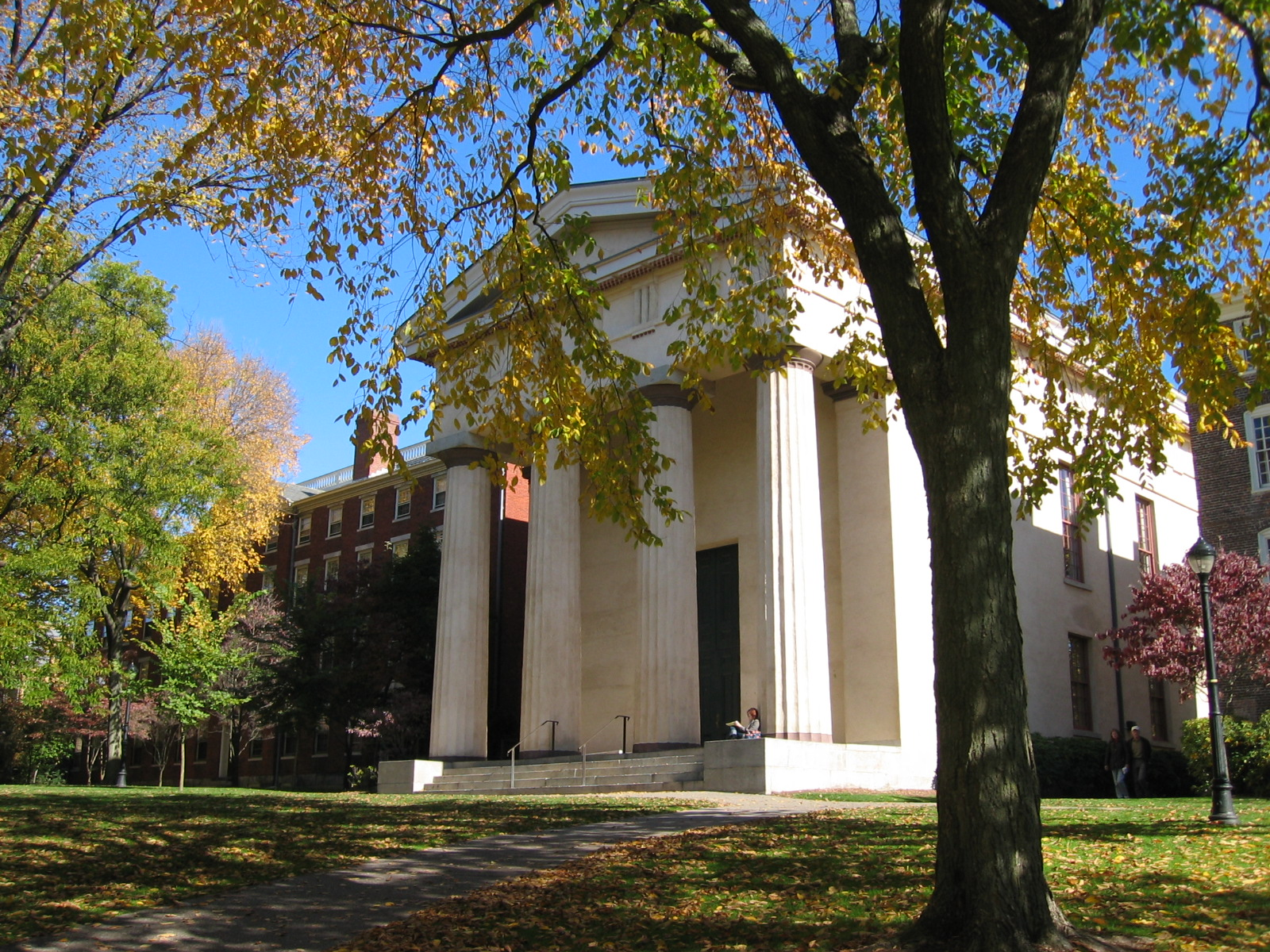
Hope College (vänster) byggdes 1822, medan Manning Hall (höger) byggdes 1834.

Brown University är ett amerikanskt privat forskningsuniversitet som ligger i Providence, Rhode Island och är medlem i Ivy League. Universitetet grundades 1764, före den amerikanska självständigheten från det brittiska imperiet, som  College in the English Colony of Rhode Island and Providence Plantations. Brown är den tredje äldsta institutionen för högre utbildning i New England och det sjunde äldsta i USA. Universitetet består av Graduate School, Alpert Medical School, School of Engineering och Brown University School of Public Health. Browns internationella program organiseras genom Watson Institute for International Studies.
Brown var det första colleget i landet att ta emot studenter oavsett religiös tillhörighet. Brown godtar 8,6 % av undergraduate-sökande och placerar därmed universitetet bland världens mest selektiva universitet. Den nya läroplanen, som inrättades 1969, eliminerade distributionskrav och tillät alla kurser på ett tillfredsställande/ingen poäng-grund. Dessutom finns det inga plus eller minus i brevbetygssystemet. Universitetet har det äldsta undergraduate-ingenjörsprogrammet i Ivy League (1847). Pembroke College, Browns kvinnocollege, slogs ihop med universitetet 1971. Medan Brown anses vara ett litet forskningsuniversitet med 713 heltidsanställda lärare och 1 947 graduate-studenter, är fem av dess professorer och två av dess alumner Nobelpristagare. Fakulteten har tillsatt 100 nya professorer under de senaste 10 åren under Boldly Brown-kampanjen.
Genomförda koncentrationer av undergraduate-studenter per område är samhällsvetenskap (42 %), humaniora (26 %), biovetenskap (17 %) och naturvetenskap (14 %). Browns campus ligger på College Hill på östra sidan av Providence. Flera av byggnaderna på Brown campus, från dess grundande på 1700-talet genom perioden under 1900-talet, erbjuder fin representation i georgiansk stil ur amerikansk kolonialarkitektur. Universitetets 37 universitetsidrottslag är kända som Brown Bears. Skolan färger är mörkbrun, kardinalröd och vit. Browns maskot är björnen, med anor från 1904. Den kostymerade maskoten som heter "Bruno" gör ofta framträdanden i idrottssammanhang. Personer associerade med universitetet kallas Brunonians.

## Idrott
Universitet tävlar med 36 universitetslag i olika idrotter via deras idrottsförening Brown Bears.